# Култура на Швейцария
Културата на Швейцария е повлияна от нейните съседи, но през годините се е развила характерна швейцарска култура със силни регионални различия. По традиция Швейцария не се счита за един от центровете на европейската култура, но тази концепция може да се окаже лъжлива.
Голям брой културни дейци от Швейцария са избрали да напуснат страната си, вероятно ограничени от възможностите ѝ. Същевременно неутралитетът на Швейцария е привлякал много креативни личности от цял свят. През войната тя е била политическо убежище за много артисти. Днес Швейцария също привлича много хора на изкуството, но основната причина са ниските данъци.
Поради силната регионалност на Швейцария е трудно да се говори за хомогенна швейцарска култура. Влиянието на немската, френска и италианска култура върху областите от Швейцария съседни с тези страни, както и влиянието на англо-американската култура не могат да бъдат отречени. Силно е и влиянието на ретороманската култура в източните планини на Швейцария.
Швейцария е известна с швейцарските банки, швейцарския шоколад, швейцарското сирене, джобните ножчета, швейцарските часовници и частните училища-пасниони.
Най-високата сграда в Швейцария е Basler Messeturm.